# Compendi de Matèria Mèdica

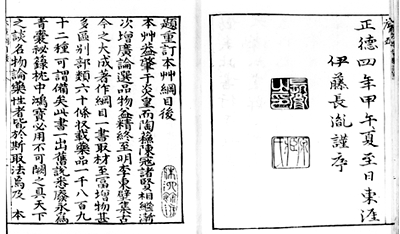
El Compendi de Matèria Mèdica és un text farmacèutic escrit per Li Shizhen (1518-1593 aC) durant la Dinastia Ming a la Xina. Aquesta edició va ser publicada el 1593.

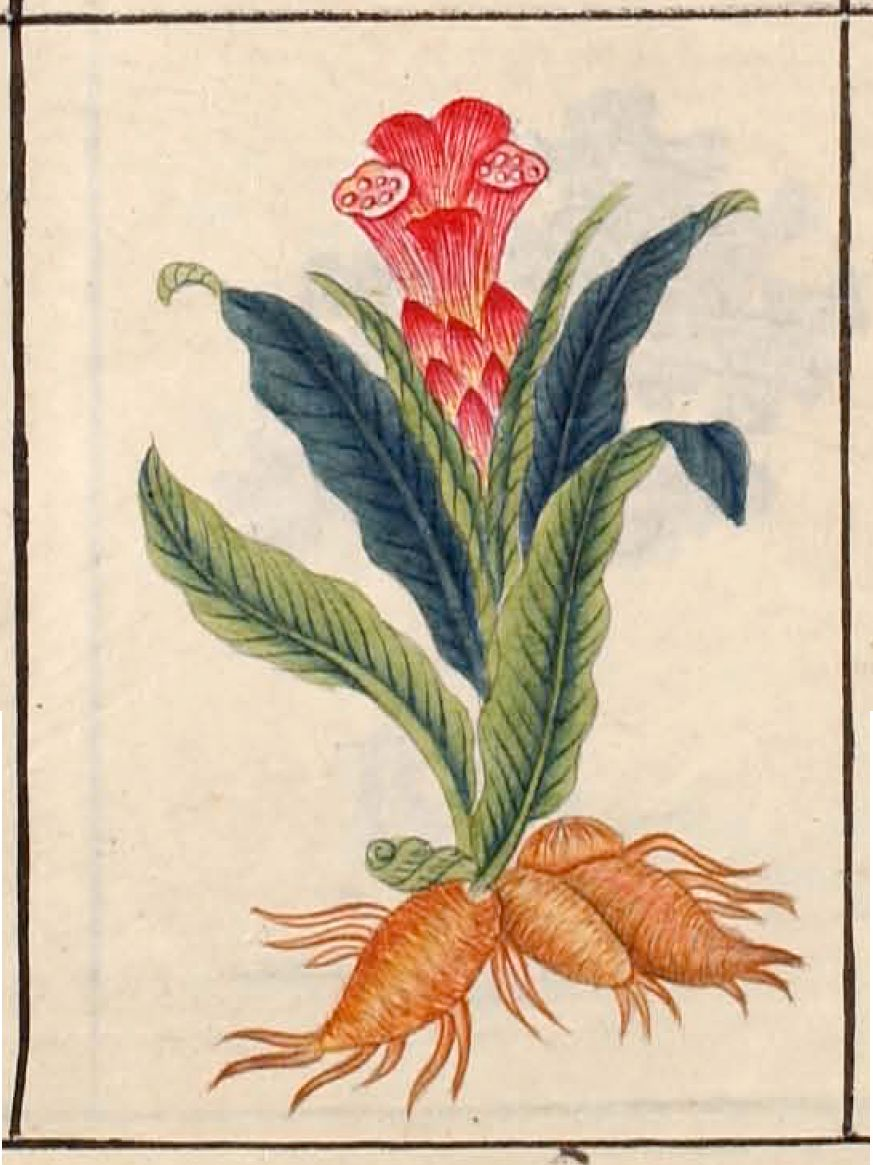
Il·lustració d'una còpia de Compendi de Matèria Medica, de 1800

El Compendi de Matèria Mèdica, també conegut per les seves romaitzacions: Bencao Gangmu or Pen-tsao Kang-mu, és un materia medica xinès escrit per Li Shizhen durant la Dinastia Ming. El Compendi de Matèria Mèdica és considerat el llibre més complet mai escrit en la història de medicina xinesa tradicional. Llista totes les plantes, animals, minerals, i altres elements amb suposades propietats medicinals.
El text consta de 1.892 entrades, cada entrada consta d'un nom anomenat gang. El mu al títol es refereix als sinònims de cada nom.

## Història
Li Shizhen aa completar el primer esborrany del text el 1578, després d'haver fet lectures de 800 llibres de medicina i havent dut a terme 30 anys d'estudi de camp. Per aquest i molts altres motius Li Shizhen és comparat a Shennong, un Déu mitològic xinès que va proporcionar els coneixements de la medicina herbal i agricultura als homes.

## Continguts
El Compendium de Materia Medica té 53 volums en total:
1. Al principi trobem la taula de continguts, que conté la llista d'entrades i 1.160 il·lustracions fetes a mà.
2. Volums 1-4 — un 'índex' (序例) i una llista comprensible d'herbes que tractarien les malalties més comunes (百病主治藥).
3. Volums 5-53 — el contingut principal de l'obra, conté 1.892 herbes diferents, de les quals 374 van ser catalogades pel mateix Li. Hi ha 11.096 prescripcions al marge per tractar malalties comunes (8.160 de les quals van ser recollides per Li).

El text consta de gairebé 2 milions de caràcters xinesos, classificats en 16 divisions i 60 ordres. Per cada herba hi ha entrades amb els seus noms, una descripció detallada del seu aspecte i olor, naturalesa, funció mèdica, efectes i receptes.

## Valor
Amb la publicació del Compendi de Matèria Mèdica, no només van millorar la classificació de les tècniques de la medicina tradicional xinesa, sinó que també va fer evolucionar la credibilitat de les bases científiques i biològiques.
El compendi va corregir moltes equivocacions i malinterpretacions de la naturalesa de les herbes i les malalties. Li també va incloure moltes herbes no catalogades, descobertes pròpies de fàrmacs particulars i la seva eficàcia i funció.
L'obra és més que un mer text farmacèutic, a causa de la vasta quantitat d'informació en altres temes com: biologia, química, geografia, mineralogia, geologia, història, i fins i tot mineria i astronomia, les quals podrien semblar poc connectades amb el tema principal del llibre. Ha estat traduït a més de 20 llengües per tot el món. Fins i tot avui en dia s'utilitza de llibre de referència.

## Controvèrsia
El Compendi de Matèria Mèdica també conté informació errònia a causa de les limitacions en el coneixement científic i tècnic de l'època en què va ser escrit. Per exemple, s'afirma que el plom no és tòxic. També es diu que les llúdries són "sempre mascles", i que els langurs mesuren tres metres d'alçada, tenen els peus a l'inrevés i que se'l pot enxampar amb el llavi per sobre els ulls.

## Cultura popular
"Compendi de Matèria Mèdica" és el títol d'una cançó de Jay Chou, un cantant taiwanès. La lletra parla del patriotisme xinès i fa referències a aspectes de herborogia xinesa.